# Giuseppe Muscatello
Giuseppe Muscatello (Augusta, 10 novembre 1866 – Catania, 2 agosto 1951) è stato un chirurgo e politico italiano.

## Biografia

### Nascita e studi
Giuseppe Muscatello nacque ad Augusta, sulla costa della Sicilia orientale, da Emanuele Muscatello e Amalia Avila. Frequentò la facoltà di medicina presso l'Università di Napoli dove si laureò nel 1889 e intraprese gli studi di specializzazione in chirurgia a Padova. Al periodo di studi italiano fece seguito un biennio trascorso all'estero. Nel 1892 frequentò a Strasburgo le lezioni di Friedrich Daniel von Recklinghausen. Si spostò in seguito ad Heidelberg con l'intento di frequentare la clinica chirurgica gestita da Vincenz Czerny e il laboratorio dell'Istituto di patologia di Julius Arnold.

### Carriera accademica
Nel 1894 fece ritorno in Italia stabilendosi fino al 1897 a Torino, dove ottenne il primo incarico accademico di insegnamento in patologia speciale chirurgica. Al termine di questo periodo, ritornò a Napoli per poi spostarsi ancora nel 1900 a Catania. Nel 1901 venne candidato Premio Nobel per la medicina da von Recklinghausen. I suoi studi sulla spina bifida e sull'idrocefalia post-operatoria non gli valserò però l'ambito premio che in quell'edizione venne ritirato da Emil Adolf von Behring. Nel 1903 si insediò presso l'Università degli Studi di Pavia, nella quale compì importanti studi sull'embolia, sulla trombosi, sulla sutura delle arterie, sui tumori del retto, sulla colelitiasi e sulle pancreatiti. Muscatello a Pavia divenne definitivamente uno degli esponenti più noti in Italia per le sue abilità sia nella ricerca che nella clinica e nella diagnostica, attirando verso di sé la stima di colleghi e studenti. Nel 1907 tornò nuovamente a Catania dove insegnò come professore ordinario di patologia speciale chirurgica riuscendo a dotare l'Istituto di patologia generale di un laboratorio e di 15 posti letto. Dal 1923 come professore ordinario di clinica chirurgica e medicina operatoria. Presso l'Università di Catania fu anche rettore prima tra il 1908 e il 1910 e dopo tra il 1927 e il 1937.

### Impegno politico e sociale
Il 7 novembre 1907 fu iniziato in Massoneria nella loggia Propaganda Massonica di Roma, appartenente al Grande Oriente d'Italia.
Nel 1924 Giuseppe Muscatello venne eletto deputato nel listone fascista, rimanendo in carica per due legislature, fino al 1934. Nel 1933, con l'ausilio di altri medici, riuscì nell'intento di fondare la Società medico chirurgica di Catania.
Nel 1934 venne nominato Senatore del Regno e dal 1939 fu membro della Commissione dell'educazione nazionale e della cultura popolare del Senato fino al 1943. Nel 1932 portò a termine la realizzazione del Centro Tumori all'ospedale Vittorio Emanuele di Catania.
Giuseppe Muscatello morì a Catania il 1º agosto 1951.

### Riconoscimenti
Per l'impegno dimostrato nell'ambito nel campo accademico e della ricerca scientifica, Giuseppe Muscatello ottenne i seguenti riconoscimenti: Grande Ufficiale dell'Ordine della corona d'Italia, Cavaliere Ufficiale dell'Ordine dei Ss. Maurizio e Lazzaro ed infine la Stella d'oro al merito della Scuola.